# Paraeuchaeta scopaeorhina
Paraeuchaeta scopaeorhina är en kräftdjursart som beskrevs av Mungo Park 1995. Paraeuchaeta scopaeorhina ingår i släktet Paraeuchaeta och familjen Euchaetidae. Inga underarter finns listade i Catalogue of Life.